# Lonicera involucrata
Espèce
Lonicera involucrata, le Chèvrefeuille involucré ou Chèvrefeuille à involucres, est une espèce de plantes à fleurs de la famille des Caprifoliaceae et du genre Lonicera, présente en Amérique du Nord.

## Habitat
L’espèce est présente du nord du Mexique jusqu’en Alaska en passant par le Canada et l’ouest des États-Unis. Il peut pousser jusqu’à des altitudes de 2 900 mètres,,.

## Description
Ce chèvrefeuille atteint une hauteur qui varie entre 50 cm et 5 mètres. Les feuilles sont elliptiques à ovales, longues de 3 à 16 cm pour une largeur de 2 à 8 cm. La face arrière de la feuille est recouverte d’un duvet. Les fleurs sont jaunes, tubulaires et mesurent 1 à 2 cm de long. La plante est monoïque. Les fruits sont des baies noires de 6 à 12 mm de diamètre et contiennent de petites graines. Les baies sont comestibles mais amères,,.

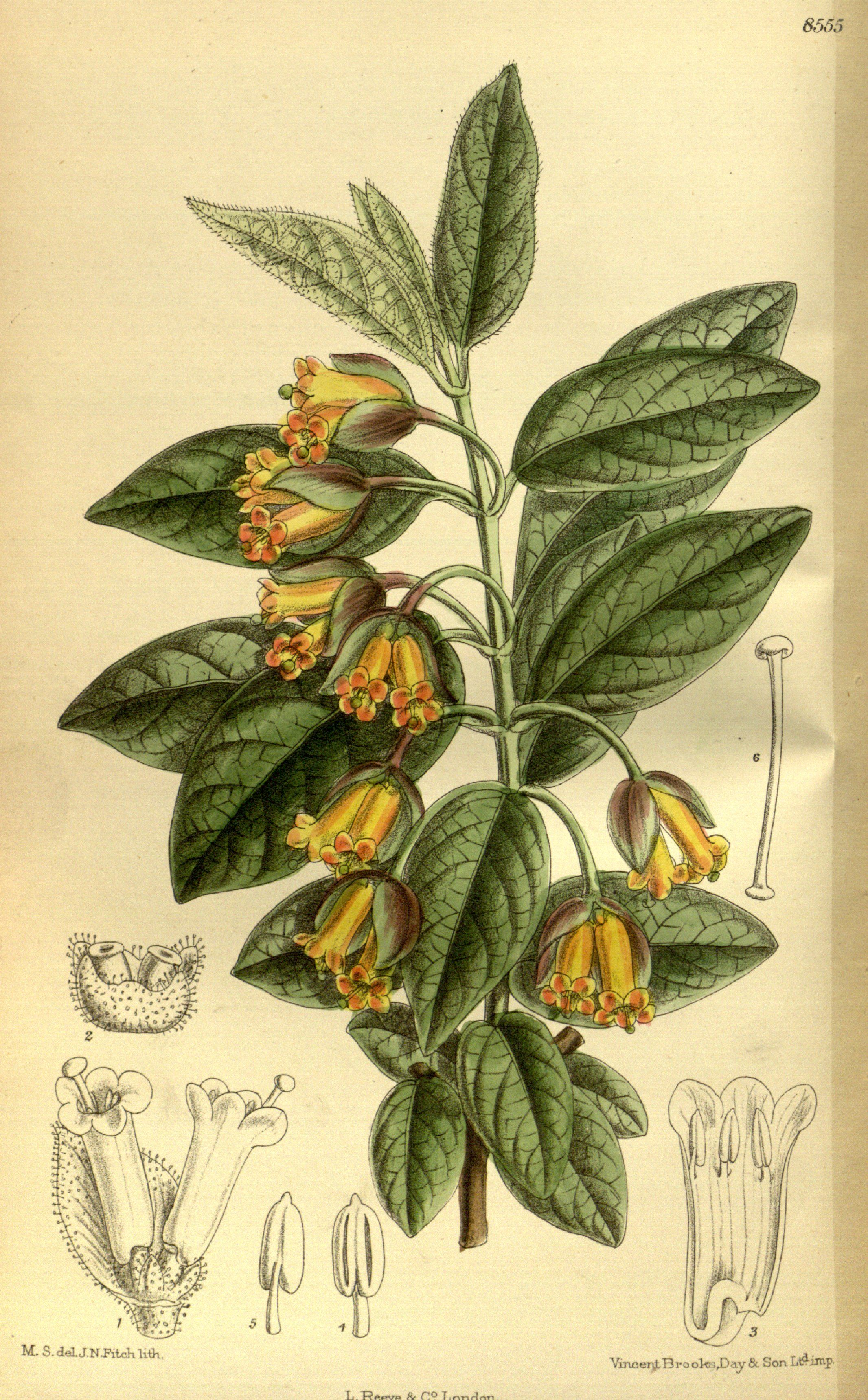
Planche botanique
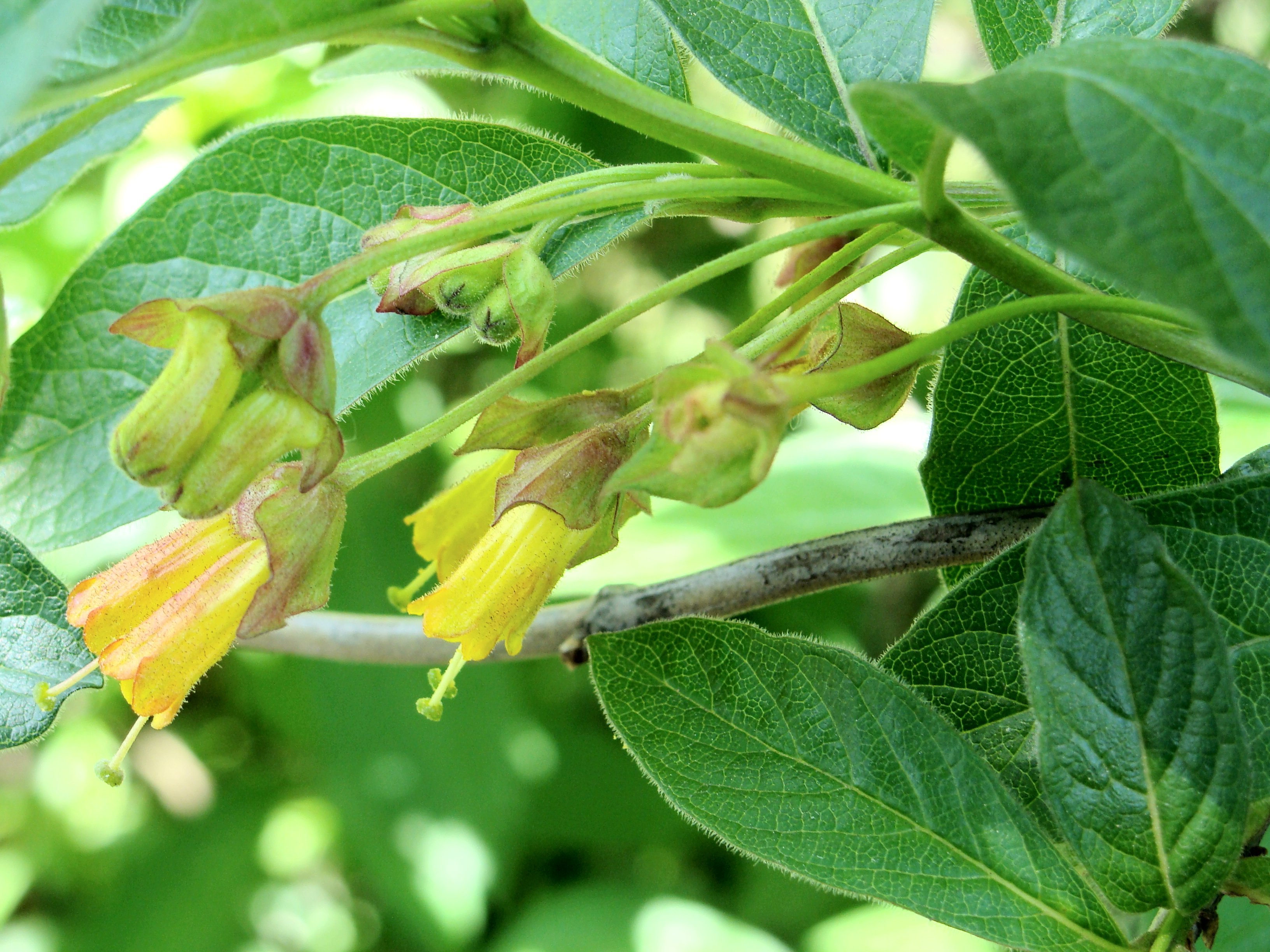
Fleurs
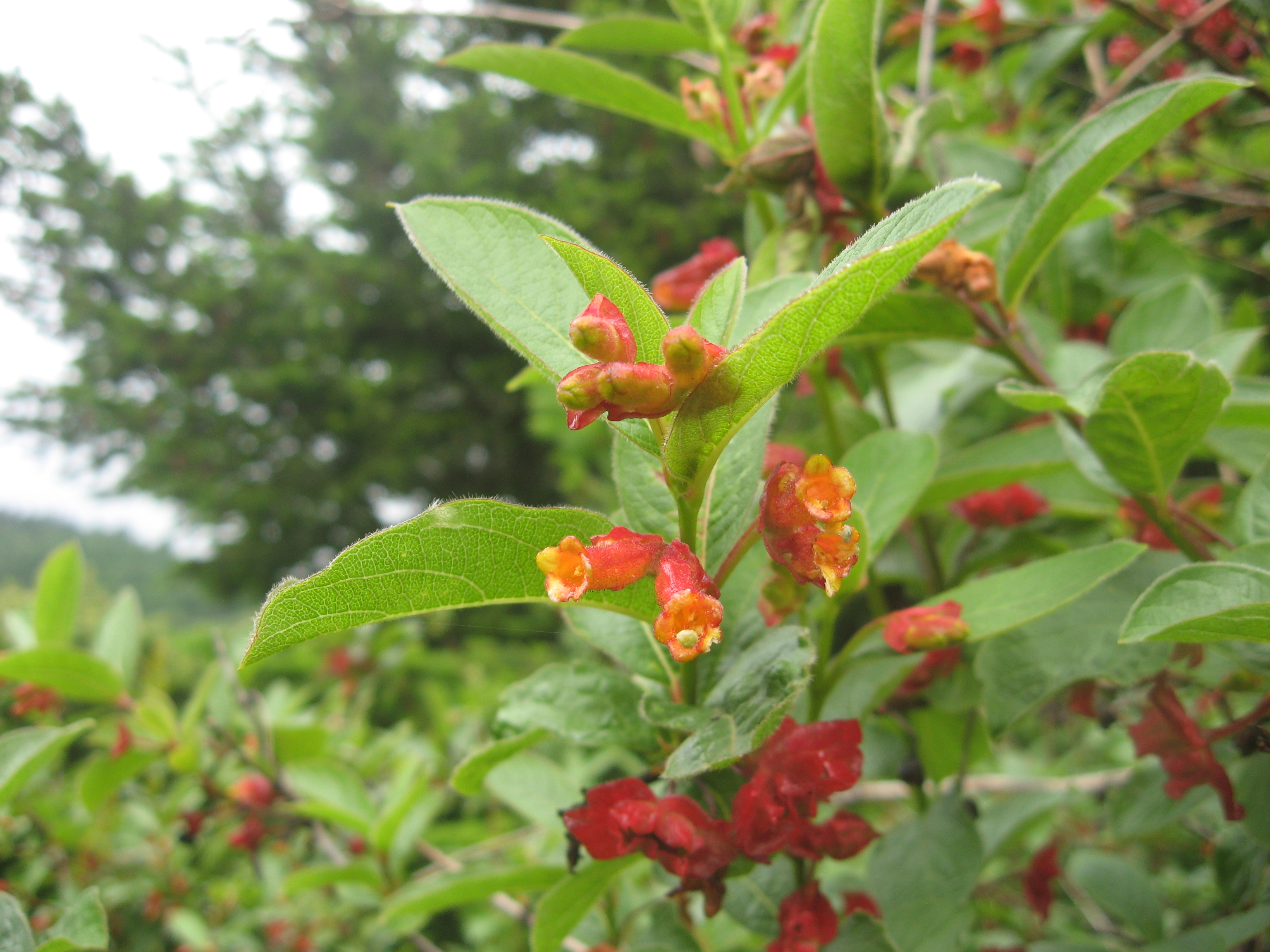
Fleurs
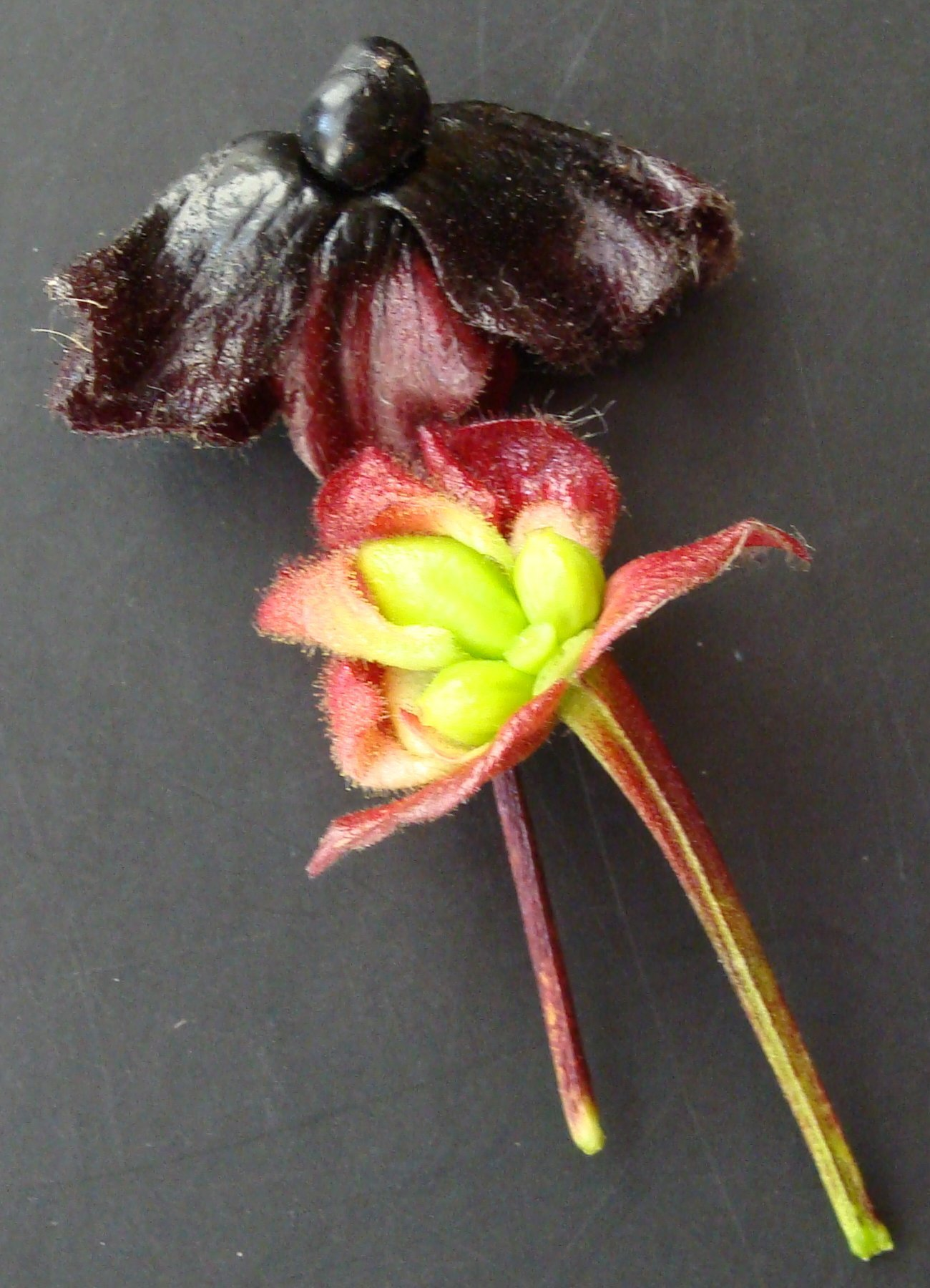
Involucre et fruit
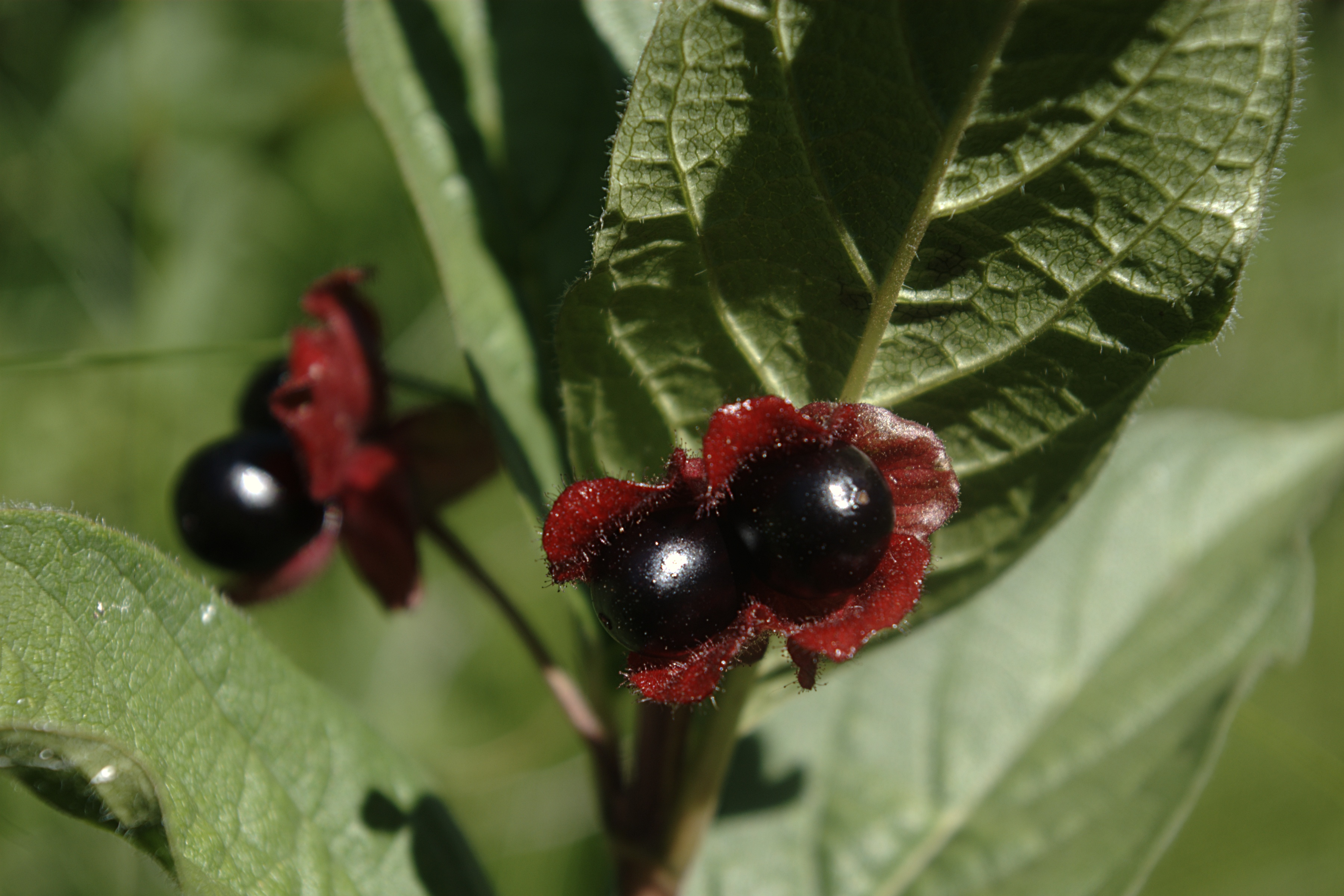
Fruits

Il en existe deux variétés,,, :
- Lonicera involucrata var. involucrata (fleurs jaunes);
- Lonicera involucrata var. ledebourii (Eschsch.) Jeps. (fleurs avec de l’orange et du rouge).

## Utilisation
Elle est couramment utilisée comme plante d’ornement et est par ailleurs résistante à la pollution.

## Systématique
L'espèce est décrite en premier par John Richardson en 1823, qui la classe dans le genre Xylosteon sous le basionyme Xylosteon involucratum. Elle est déplacée dans le genre Lonicera sous le nom correct Lonicera involucrata, par Kurt Sprengel en 1824.
Ce taxon porte en français les noms vernaculaires ou normalisés « Chèvrefeuille involucré » ou « Chèvrefeuille à involucres ».
Lonicera involucrata a pour synonymes :
- Caprifolium flavescens (Dippel) Kuntze
- Caprifolium involucratum (Richardson) Kuntze
- Caprifolium ledebourii Greene
- Distegia involucrata (Richardson) Rydb.
- Distegia involucrata var. humilis (Koehne ex Rehder) Cockerell
- Distegia involucrata var. serotina (Koehne ex Rehder) Cockerell
- Distegia nutans Raf.
- Lonicera flavescens Dippel
- Lonicera gibbosa DC.
- Lonicera intermedia Kellogg
- Lonicera involucrata var. flavescens (Dippel) Rehder
- Lonicera mocinoana DC.
- Xylosteon involucratum Richardson